# Кастельгульельмо

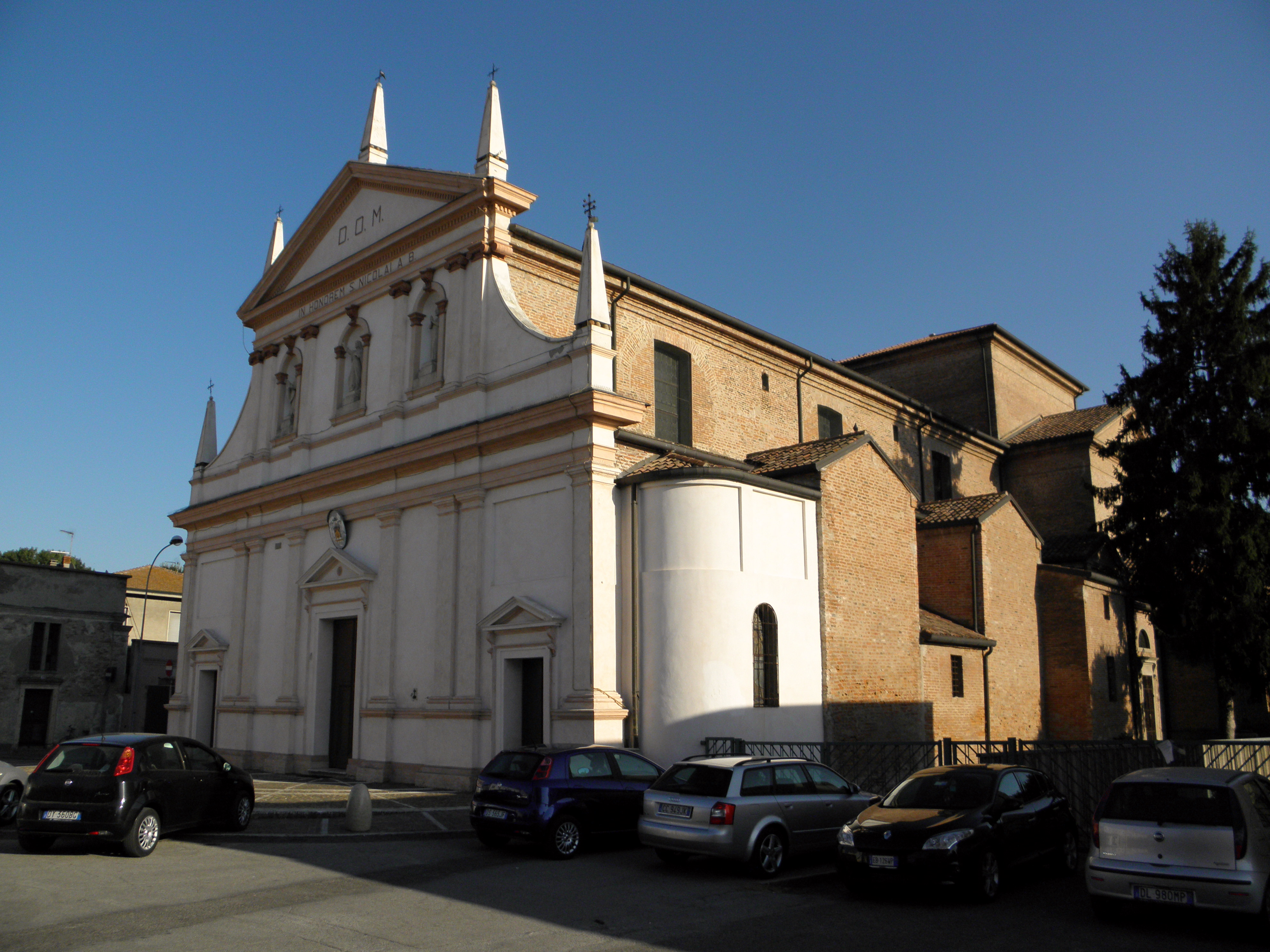
Приходской храм святителя Николая.

Кастельгульельмо (итал. Castelguglielmo) — коммуна в Италии, располагается в провинции Ровиго области Венеция (ранее историческая область Полезине).
Население составляет 1765 человек, плотность населения составляет 80 чел./км². Занимает площадь 22 км². Почтовый индекс — 45020. Телефонный код — 0425.
Покровителем коммуны почитается святитель Николай Мирликийский, празднование 6 декабря, а также San Gaetano Thiene. Праздник ежегодно празднуется 7 августа.